# Mostafa Hashemzehi
Mostafa Hashemzehi (en persa: مصطفی هاشم زهی‎ , 28 de mayo de 1989 en un Teherán), el director y productor iraní, hijo del Dr. Morad Hashemzahi (MP y miembro del Comité de Salud Parlamentaria).

## Biografía
Es el cuarto hijo de la familia de siete. Se graduó de arquitectura en la Facultad de Artes y Arquitectura de la Universidad Azad de Teherán. Después de graduarse, decide hacer un video musical conocido como Sayyed Ali Sayyayyy Fayyel. Desde el principio, se interesó en la profesión del cine y comenzó a dirigir en 2011.

## Libro de trabajo
1. Fundador del Instituto Aryan Star[2]
2. Tiene 3 funcionarios estatales en concursos de diseño arquitectónico.
3. Primer lugar en Horno Architecture
4. Diseño del tercer lugar del municipio de la ciudad de Taibad[3]
5. La segunda posición del Ministerio de Carreteras y Desarrollo Urbano en el diseño de viviendas para el futuro.
6. El autor del artículo medidas de comercialización en la industria bancaria.
7. El autor revisa y explica el papel de las relaciones de marketing en las empresas orientadas a los servicios.
8. Autor de petrofísica

## Filmografía
- Narco Dollar 1989 (Actor)[4]

## Aryan Star
El director gerente de Aryan Star Academy, Mostafa Hashemzehi, dijo: "El propósito del programa de identificación de talentos de estrellas arias es identificar y ayudar al talento desconocido y la atención iraní y mundial a las estrellas iraníes".
| Name               | Talent        | Location   | Age |
| ------------------ | ------------- | ---------- | --- |
| Amirabbas Rajabian | Actor         | Bahnemir   | 7   |
| Arat Hosseini      | Acrobatic     | Babol      | 4   |
| Sajjid Gharibi     | power lifting | Bushehr    | 26  |
| Liana Sharifian    | Instrument    | Bushehr    | 19  |
| Milad Babaei       | Music         | Tehran     | 28  |
| Zahra Beirami      | Bow           | Azerbaiyán | 7   |
| Ramin Farajnejad   | powerful      | Tehran     | 27  |
| Caesar and Maxim   | Fire works    | ---        | --  |
| Mohammad Bolandi   | Ring          | ---        | --  |
| Fatemeh Hamami     | Painter       | Esfahan    | 29  |
| Zaker Hoseinvand   | yoga          | Karaj      | --  |

## Actividades políticas
1. De 2011 a 1394, la Asamblea Consultiva Islámica del Parlamento.
2. De 1395 a 1395, presentador del Centro Audiovisual del presentador de educación presidencial.
3. Desde 1395, actividades del sector privado.